# Kanton Brive-la-Gaillarde-3
Der Kanton Brive-la-Gaillarde-3 ist ein französischer Wahlkreis im Département Corrèze und in der Region Nouvelle-Aquitaine. Er umfasst einen Teilbereich der Stadt Brive-la-Gaillarde und zwei weitere Gemeinden im Arrondissement Brive-la-Gaillarde. Bei der landesweiten Neuordnung der französischen Kantone wurde er 2015 neu geschaffen mit Brive-la-Gaillarde als Hauptort (frz.: bureau centralisateur).

## Gemeinden
Der Kanton besteht aus drei Gemeinden und Gemeindeteilen mit insgesamt 12.262 Einwohnern (Stand: 1. Januar 2022) auf einer Gesamtfläche von 31,33 km²:
| Gemeinde                    | Einwohner 1. Januar 2022 | Fläche km² | Dichte Einw./km² | Code INSEE | Postleitzahl |
| --------------------------- | ------------------------ | ---------- | ---------------- | ---------- | ------------ |
| Brive-la-Gaillarde          | 8.760                    | 6,36       | 1.377            | 19031      | 8346         |
| Cosnac                      | 3.042                    | 19,98      | 152              | 19063      | 19360        |
| La Chapelle-aux-Brocs       | 460                      | 4,99       | 92               | 19043      | 19360        |
| Kanton Brive-la-Gaillarde-3 | 12.262                   | 31,33      | 391              | 1905       | –            |

1. ↑   Nur die Fläche der östliche Teil der Gemeinde, der Rest verteilt sich auf die Kantone Brive-la-Gaillarde-1, Brive-la-Gaillarde-2 und Brive-la-Gaillarde-4.

## Politik
| Vertreter im Departementrat | Vertreter im Departementrat  | Vertreter im Departementrat |
| Amtszeit                    | Namen                        | Partei                      |
| --------------------------- | ---------------------------- | --------------------------- |
| 2015–2021                   | Sandrine Maurin Gérard Soler | LR DVD                      |
| 2021–                       | Sandrine Maurin Gérard Soler | LR DVD                      |